# Jodłówka (dopływ Kaczej)
Jodłówka (niem. Tannenwasser) – potok, dopływ Kaczej o długości ok. 2,6 km.
Potok płynie w Karkonoszach. Jego źródła występują w środkowej części Karkonoszy, na północnym zboczu Suszycy. Płynie na północ, z odchyleniem ku północnemu zachodowi. W Borowicach łączy się z Granicznikiem i Jelenim Potokiem, tworząc Kaczą.

## Szlaki turystyczne
W dolnym biegu, powyżej ujścia, potok przecinają dwa szlaki turystyczne:
- żółty - prowadzący z Jeleniej Góry przez Przesiekę, Borowice, Polanę do Słonecznika,
- zielony - prowadzący z Przesieki do Karpacza.